# Вінцентій Кузневич
Вінце́нтій Кузне́вич (пол. Wincenty Kuźniewicz; 1846, Львів — 31 жовтня 1902, там само) — архітектор.

## Біографія
Народився у Львові. Учасник польського повстання 1863 року. Служив рядовим у відділах Запаловича і Міневського. Брав участь у битвах під Тишовцями і Молозовом. Навчався у Швейцарії та Франції. Від 1875 року проживав у Львові, де заснував будівельну фірму, мав власну цегельню. Автор низки житлових будинків у стилі історизму. Директор кредитної спілки Towarzystwo zaliczkowe. Член Товариства будівничих, а також Товариства прикрашення і розвитку міста. Проживав у Львові на вулиці Замойського, 10 (тепер вулиця Романчука). Помер 31 жовтня 1902 року у Львові. Похований на Личаківському цвинтарі.
Роботи у Львові
- Будинок на вулиці Пекарській, 9 (1877). Зберігся у зміненому вигляді після перебудови за проектом Юзефа Авіна у 1922—1926 роках[4].
- Добудова четвертого поверху над тильною кам'яницею Домбровською на площі Ринок, 21 (1880)[5].
- Реконструкція офіцини будинку на площі Ринок, 8 (1886)[6].
- Будинок на вулиці Валовій, 14 (1888)[7].
- Вілла з елементами «швейцарського» стилю на нинішній вулиці Шевченка, 33 (1889).
- Будинок на вулиці Смольського, 8 (1890—1891).
- Будинки на вулиці Митрополита Андрея, 16, 18, 20 (1892).
- Приміщення Польської крайової фабрики кахлевих печей на вулиці Стуса, 25 (1894)[8]
- Ґрунтовна перебудова житлового будинку XVII—XIX століть на площі Ринок, 39 (1896)[9].

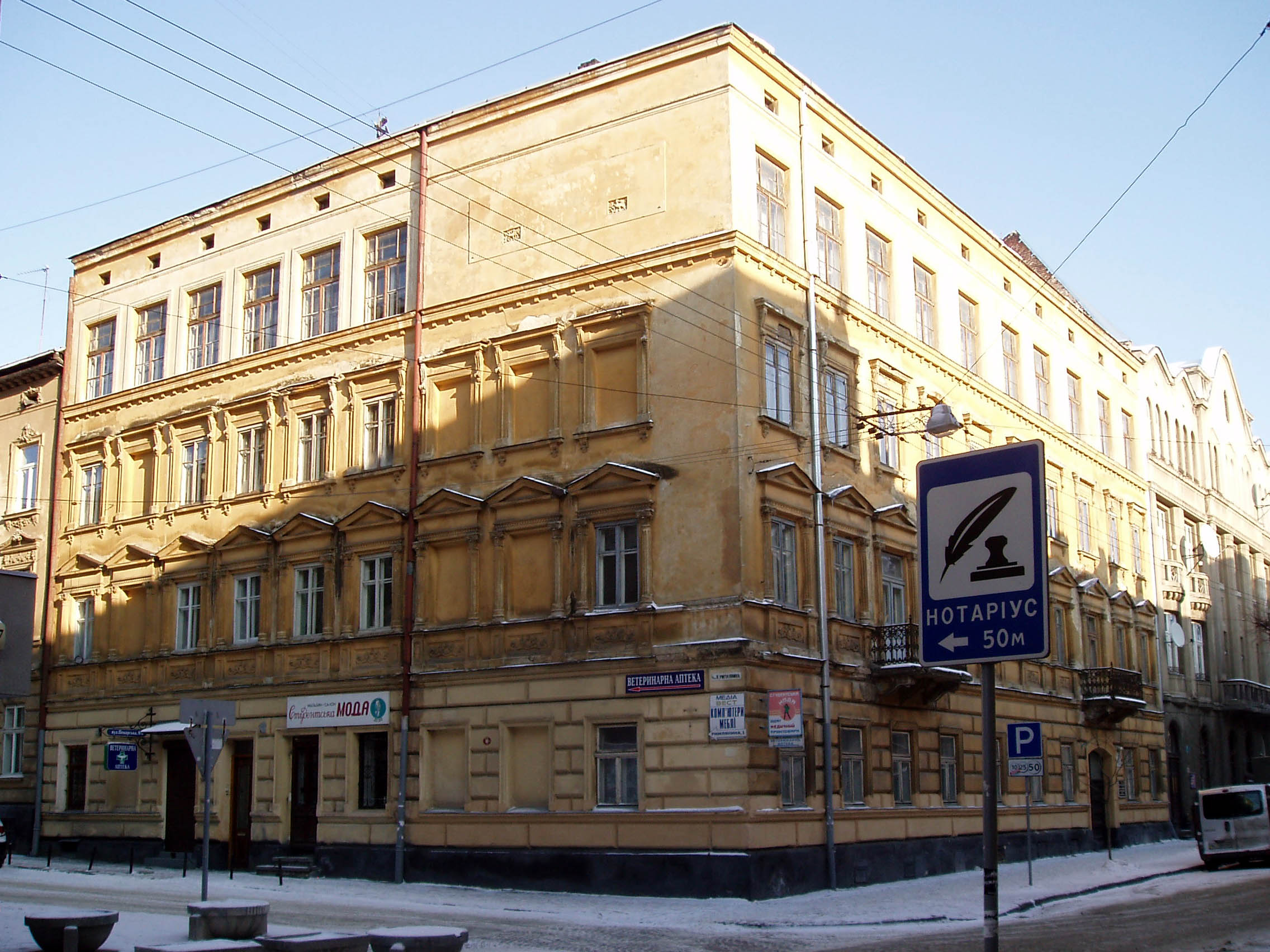
Вулиця Пекарська, 9
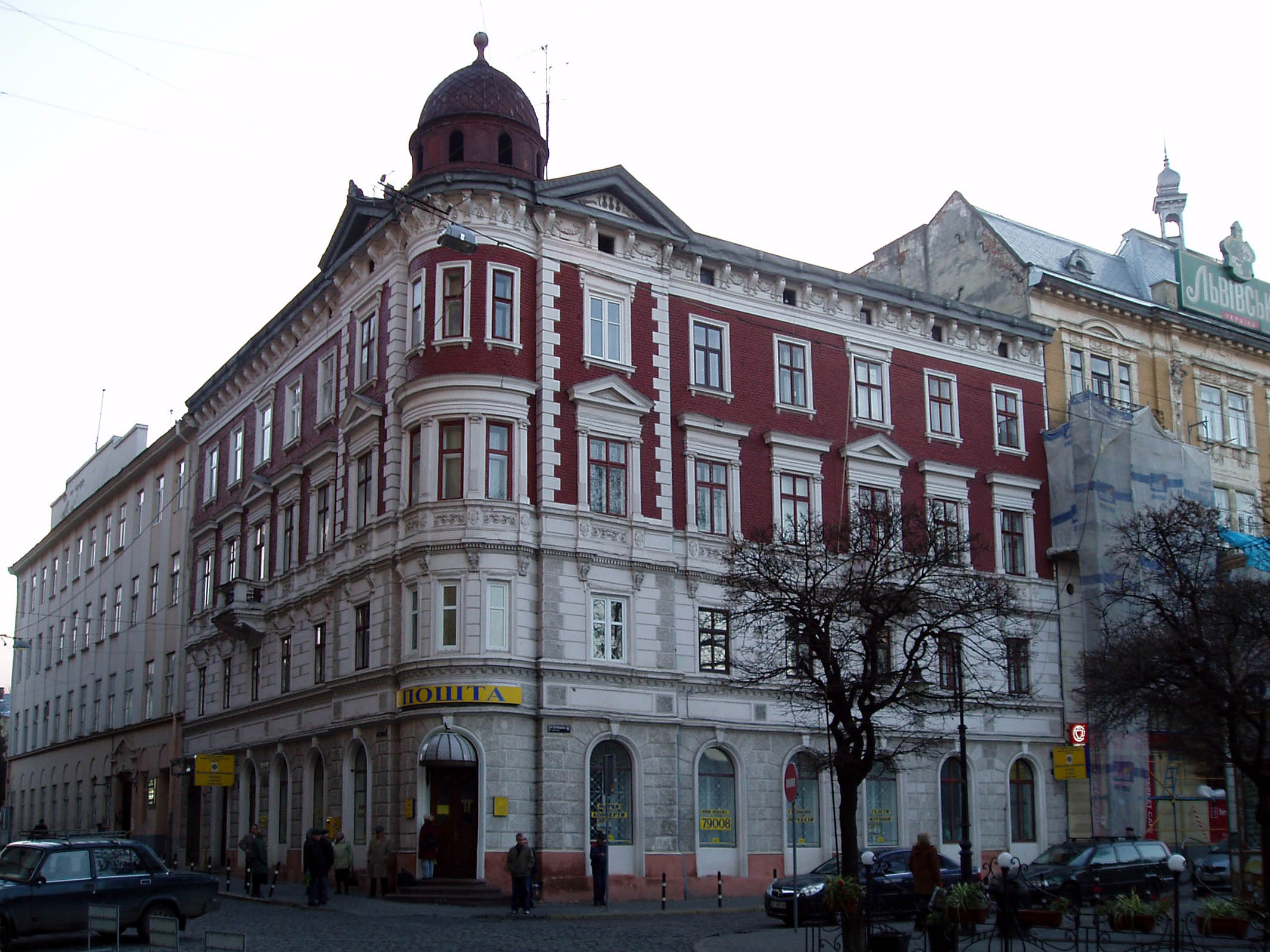
Вулиця Валова, 14
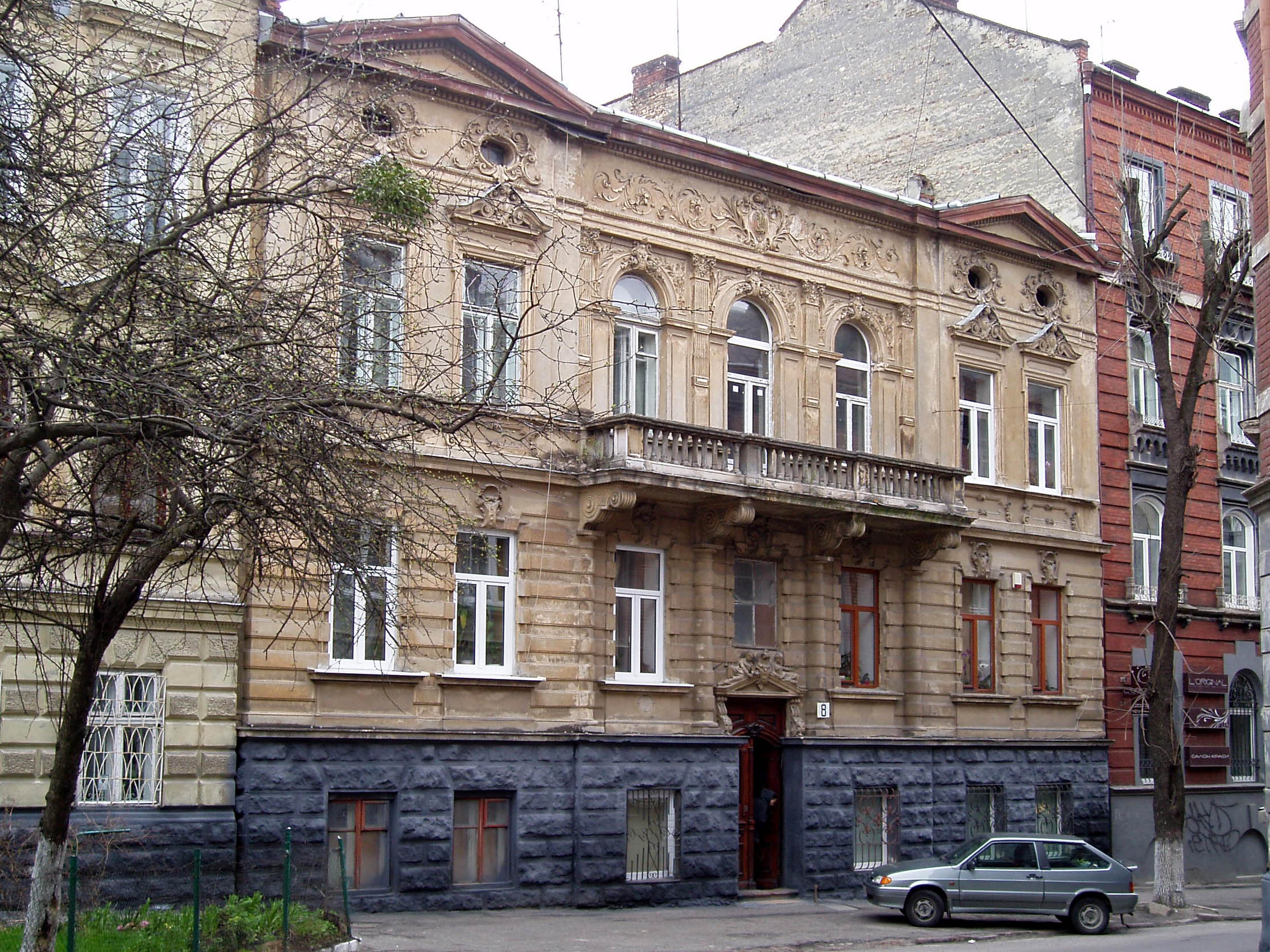
Вулиця Смольського, 8